# Azay-sur-Cher
Azay-sur-Cher – miejscowość i gmina we Francji, w Regionie Centralnym, w departamencie Indre i Loara.
Według danych na rok 1990 gminę zamieszkiwało 2408 osób, a gęstość zaludnienia wynosiła 105 osób/km² (wśród 1842 gmin Regionu Centralnego Azay-sur-Cher plasuje się na 152. miejscu pod względem liczby ludności, natomiast pod względem powierzchni na miejscu 559.).